# Железнов, Иоасаф Игнатьевич
Иоаса́ф Игна́тьевич Железно́в (12 ноября 1824 — 10 июня 1863) — казачий писатель, исследователь быта уральских казаков, собиратель фольклора, историк, этнограф. Потомственный уральский/яицкий казак.

## Биография
Иоасаф Железнов родился 12 ноября 1824 года в городе Гурьеве (ныне — Атырау), в семье уральского казака, урядника И. Д. Железнова. Дед Иосафа был заслуженным сотником, участвовавший в кампаниях 1812—1815 гг. и аральской экспедиции полковника Берга. Спустя несколько месяцев после его рождения отец пропал без вести, оставив семью практически без средств к существованию. Воспитали и подготовили к его учёбе полуграмотная мать и грамотные дед и бабка.
В 1836 году приехал в город Уральск и поступил в войсковое училище. Здесь он пристрастился к чтению книг, а также познакомился с кузнецом Жадаевым, знавшим массу казачьих преданий.
В 1841 году после успешного окончания училища он возвратился в Гурьев, где служил три года в канцелярии и изучал рыбные промыслы, что дало ему материалы для рассказов «Картины аханного рыболовства» и «Василий Струняшев».
В 1844 году его устраивают в канцелярию наказного атамана, затем в этом же году он определился в Гурьевскую линейную команду, откуда через 2 месяца получил назначение начальником Красноярского форпоста, где он прожил более года. Отсюда весной 1846 года был направлен на службу в киргизскую степь, в Уральское укрепление на правом берегу Иргиза.
В 1847 году закончил службу в Уральском укреплении и вернулся в Уральск.
В 1848 году завербовался в экстренный Уральский казачий 6-й полк, который сначала создавался для подавления французской революции, но позже был направлен участвовать в венгерской войне. В полку он познакомился и подружился с будущим писателем и художником Никитой Савичевым. Они намеревались «прогуляться на казённый счет за границу и посмотреть, как там люди живут. В Уральске нам обоим жить надоело: было скучно и душно», — писал Савичев. Однако, в силу разных причин полк целый год находился в Уральске, а затем более двух лет простоял в бездействии в Киевской и Волынской губерниях. Иоасаф Игнатьевич был прикомандирован к полковой канцелярии. Жизнь в Малороссии была настолько бедна впечатлениями, что по словам Железнова «лучше бы проспал эти два года». Однако, именно в это время он по настоянию Савичева приступил к написанию статьи об аханном рыболовстве.
В октябре 1851 года Железнов с полком возвратился в Уральск и позже уехал в Гурьев к матери, где продолжил работу на статьей об аханном рыболовстве.
В 1852 году по представлению полкового командира И. Е. Акутина, отличавшегося оригинальностью, был произведен в чин хорунжего «за отличные умственные способности».
Весной 1853 года Савичев и Железнов завербовались в полуполк уральских казаков сводного казачьего полка отдельного Оренбургского корпуса, который нёс службу в Москве и находился в подчинении московской полиции. По этой причине служба считалась самой неблагодарной и грязной, но и тот и другой предпочли её жизни в Уральске. В Москве Иоасаф Игнатьевич прослужил до 1862 года адъютантом командира полка К. Ф. Бизянова и жил в его квартире, как член семьи.
В московском кругу литераторов он познакомился и развивал свой литературный талант под влиянием М. П. Погодина, И. С. Аксакова и A. H. Островского.
В 1854 году молодой офицер опубликовал свою первую статью «Картины аханного рыболовства» в журнале «Москвитянин» 1854 № 9-10 , а в № 14 за тот же год была опубликована его работа «Башкирцы». Дальнейшие статьи помещались им в «Русском вестнике», «Библиотеке для чтения» и «Отечественных Записках».
В 1858 году было издано двухтомное собрание сочинений И. Железнова «Уральцы — Очерки быта уральских казаков», сразу обратившие на автора внимание и обнаружившие в нём недюжинный художественный талант. Труд издания и типографские издержки принял на себя один из друзей Железнова, Н. И. Шаповалов. Один экземпляр издания автор поднёс наследнику престола — Николаю Александровичу и был им награждён золотыми часами.
Впоследствии занятия Железнова направлены на сбор материалов по истории и этнографии уральского казачества. Значительная часть этих богатых материалов не была обработана самим Железновым, а опубликована после его смерти в обработке Г. Курилина («Уральские Войсковые Ведомости», 1869—1871) и послужила основой для исследований В. Н. Витевского по истории Оренбургского края (ныне — Оренбургская область) и Уральского казачьего войска.
Историко-этнографический материал частично напечатан Железновым при жизни («Предания и песни уральских казаков»), а частично вошёл во 2-е издание «Уральцев» (1888).
В 1862 году Железнов был выбран в асессоры войсковой канцелярии, ведавшей всеми делами казацкой общины, а в 1863 — назначен атаманом севрюжьего рыболовства. Его прямота и открытая защита попираемых интересов уральских казаков нажили ему врагов среди начальства; произошло крупное столкновение, дошедшее до высших сфер, и Железнова постигла опала и преследование со стороны наказного атамана, выразившиеся в том, что без всяких законных оснований его назначили на службу в степь.
Эта несправедливость привела к тому, что 9 июня 1863 года Железнов покончил жизнь самоубийством выстрелом из ружья. Немногие писатели пользовались такой популярностью на своей родине, как Железнов: в глазах земляков он был героем-защитником их интересов перед правительством и перед всем грамотным людом. Всякий казачонок на всем протяжении земель Уральского казачьего войска знал Железнова и его «Василия Струняшева» (заглавие одного из очерков Железнова).

## Память
В дореволюционном Уральске имя писателя носила «громадная и пустынная» Железновская площадь, рядом с которой он был похоронен на Старом (Пророко-Ильинском) кладбище.
В 1871 году на его могиле был установлен памятник, средства на который почитатели писателя собрали по подписке. В стелу из дикого камня был вделан барельеф писателя и сделана надпись «Автору „Уральцев“ —от земляков». В 1890 году памятник был обнесён оградой. Памятник не сохранился, поскольку в середине XX века кладбище было застроено. На одном из зданий, выстроенных на месте кладбища, открыта мемориальная доска в память о писателе.
В 1888 году по инициативе кружка уральской интеллигенции на средства, заимствованные из войскового капитала, было издано второе (посмертное) собрание сочинений И. Железнова в трёх томах. Одновременно для простого казачества были изданы отдельными книжками «Аханьщики», «Картины казацкой жизни», «Сайгачники» и «Василий Струняшев». Издание имело несомненный успех, что позволило окупить все затраты на его выпуск.
Третье посмертное издание вышло из печати в 1910 году. Оно было напечатано благодаря содействию бывшего наказного атамана В. И. Покатило на средства, заимствованные из войскового капитала. В нём впервые была напечатана статья «Что такое казацкий офицер?» и некоторые другие, не вошедшие во второе издание.
Памяти И. И. Железнова посвятил свою книгу «Уральцы. Исторический очерк» А. Б. Карпов.
В настоящее время усилиями Общественного фонда «Старый Уральскъ» переиздан ряд книг И. Железнова.